# Emilio Pérez Touriño
Emilio Pérez Touriño (La Corunya, 8 d'agost de 1948) és l'ex secretari general del Partit dels Socialistes de Galícia des de 1998 fins a 2009 i fou president de la Xunta de Galícia des del 2 d'agost de 2005 fins al 16 d'abril de 2009. La seva línia ideològica és galleguista i socialdemòcrata.
Pérez Touriño va fer estudis d'especialització a l'Institut d'Investigació i Planificació del Desenvolupament a la Universitat de Grenoble, França. És doctor en Ciències Econòmiques i professor de la Universitat de Santiago de Compostel·la, on va ser vicerrector per a Assumptes Econòmics.
Touriño és també autor de múltiples estudis sobre temes de desenvolupament regional i economia agrària en l'àmbit de la Unió Europea. Premi Nacional de Publicacions Agràries, Pérez Touriño va dirigir així mateix treballs i publicacions en relació amb les infraestructures i el creixement econòmic de Galícia.
Durant la transició democràtica va ser dirigent estudiantil i actiu militant progressissta i participà directament en el procés de l'Estatut d'Autonomia de Galícia i amb els Pactes de l'Hostal que ho van possibilitar.
Entrà amb política de la mà d'Abel Caballero quan aquest era Ministre de Transports, Turisme i Comunicacions. Va ser el primer cap del seu gabinet i després subsecretari general d'Infraestructures del Ministeri d'Obres Públiques, Transports i Medi Ambient. El 1994, Luis Roldán l'acusà d'haver intervingut en el pagament de comissions, pel que renuncià als seus càrrecs polítics. Tornà a la docència durant dos anys.
El 1996 fou nomenat diputat al Congrés dels Diputats, abandonant el càrrec el 1997. L'any 1998 substituí a Francisco Vázquez com a secretari general del PSdG-PSOE. Des del 2 d'agost de 2005 dirigeix un govern de coalició amb el Bloc Nacionalista Gallec.
Amb la majoria absoluta del PPdeG a les eleccions al parlament de l'1 de març de 2009, li evità la reelecció en el càrrec i també per això presentà la seva dimissió com a Secretari General del PSdeG-PSOE.